# 小行星4175
小行星4175（4175 Billbaum）是一颗绕太阳运转的小行星，为主小行星带小行星。该小行星于1985年4月15日发现。

## 轨道参数
小行星4175的轨道半长轴为2.6860664 UA，离心率为0.184。